# 月と日の后
『月と日の后』（つきとひのきさき）は、藤原彰子を主人公にした冲方丁が描く歴史小説。PHP研究所によって2021年9月から出版される。

## あらすじ
藤原道長の長女・彰子は父親に従い12歳で入内し一条天皇の中宮となる。先に入内していた定子は親王・敦康を出産するが崩御。14歳で敦康の母となる決意を固めた彰子は、愛するものを守るため、父や夫に照らされる「月」から自ら輝く国母となっていく。

## 制作背景
作者の冲方丁が清少納言について書いたときに、とある識者から「藤原彰子が面白い」と言われ、調べ始めたところ、七代の天皇を見守った国母であること、当時の最高権力者の藤原道長に唯一反旗を翻したと知って興味がわいたという。しかし資料が少ないため執筆には苦労したという。

## 書誌情報
- 単行本　ISBN 978-4-569-85009-2
- 文庫本（上）　ISBN 978-4-569-90356-9
- 文庫本（下）　ISBN 978-4-569-90357-6